# 1-Chloronaftalen
1-Chloronaftalen – organiczny związek chemiczny będący pochodną naftalenu. Jest bezbarwną, łatwopalną cieczą, powodującą podrażnienia w kontakcie ze skórą. Stosowany jako rozpuszczalnik olejów i tłuszczów, a także jako środek owadobójczy i grzybobójczy.